# Gier (pigeon)
Le gier est une race de pigeon domestique originaire de France. Il est classé dans la catégorie pigeons de forme. Il doit son nom à la vallée du Gier.

## Histoire
Ce pigeon a été sélectionné dans la vallée du Gier, entre Lyon et Saint-Étienne, particulièrement dans la région de Saint-Chamond. Il est admis qu'il soit issu de croisements entre le pigeon voyageur et le bagadais français,. Son premier standard officiel date de juillet 1909 et comprenait alors quatre variétés (bleu, biche, agate, lyonnais). Il est élevé pour sa chair et ses qualités ornementales.

## Description
Le gier est un pigeon très élégant de taille moyenne (de 650 à 700 grammes), mesurant de 41 à 42 centimètres de la pointe du bec à l'extrémité de la queue. Sa tête est arrondie et lisse avec un bec droit. Il présente un cou long et droit. Il a la poitrine large, un dos légèrement arrondi, les ailes couvrent bien le dos. Sa queue, étroite, est bien dans le prolongement du dos. 
Cette race est remarquable par les variétés et les dessins de son plumage ; il existe en bleu (bleu barré noir), biche (argenté barré), rose (rouge cendré barré), agate (jaune cendré barré), religieux (dessin moine), bleu barré écaillé, argenté barré et écaillé, noir, rouge, jaune.

### Variétés
- La variété bleue présente un bleu très pâle, la tête étant plus teintée, le cou et la gorge plus foncés. Deux barres noires et fines sont apparentes sur les ailes. Le croupion est blanc.
- La variété biche (argenté barré) présente un bleu pâle gris très clair et les mêmes dessins que la variété précédente. Le croupion est blanc.
- La variété rose (rouge cendré barré), appelée aussi « lyonnais », présente un fond cendré (tête incluse), tandis que la gorge, le cou et les fines barres sont d'un rouge brun. Les rémiges et les rectrices sont grises. La teinte est dégradée de la tête à la poitrine.
- La variété agate (jaune cendré barré) présente un fond blanc crème (tête incluse), tandis que la gorge, le cou et les barres sont de couleur chamois[3].

Toutes ces variétés montrent aussi des reflets brillants et les barres (dites « rubans ») doivent être le plus fin possible. 
- La variété religieux est plus petite que le gier classique avec un bec rose, le tour des yeux rose. Il existe en bleu barré noir, écaillé noir, argenté barré et écaillé, noir, rouge, jaune[2]. Le corps est uniformément coloré sauf la tête et le vol de couleur blanche. Le croupion est blanc ou coloré. Il a le même dessin que les pigeons moines, c'est-à-dire que le blanc ne passe que jusque sous la mandibule inférieure, donnant l'effet d'un « col roulé ». Cette variété était plus répandue dans les fermes des monts avoisinants (monts du Jarez) car plus rustique que les autres pigeons gier[4].

## Galerie

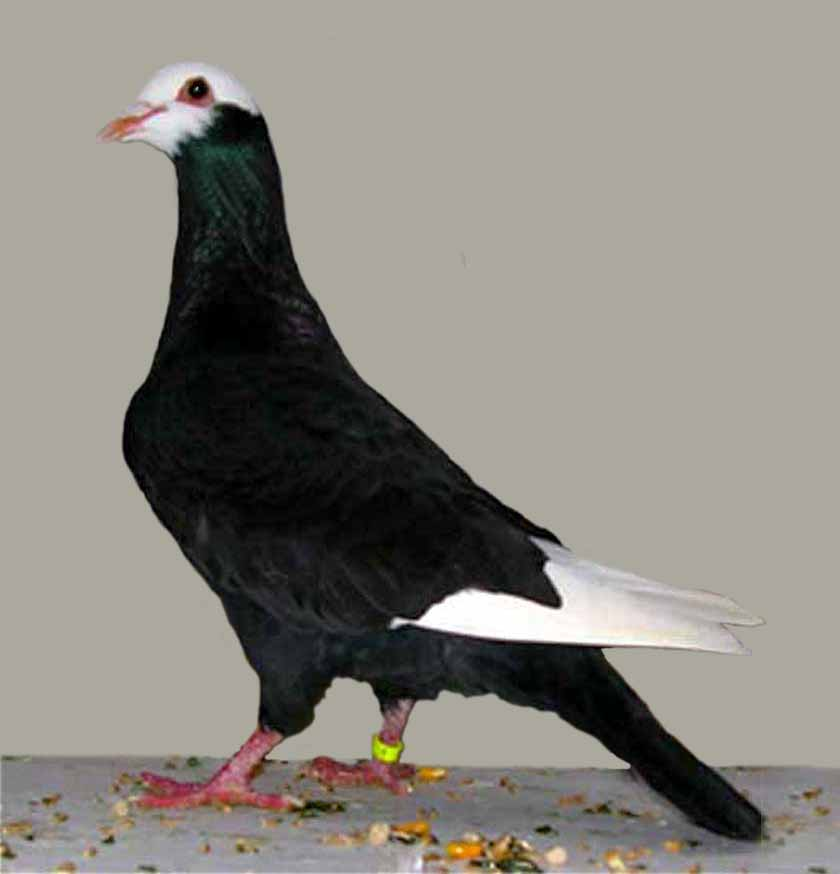
Gier religieux noir
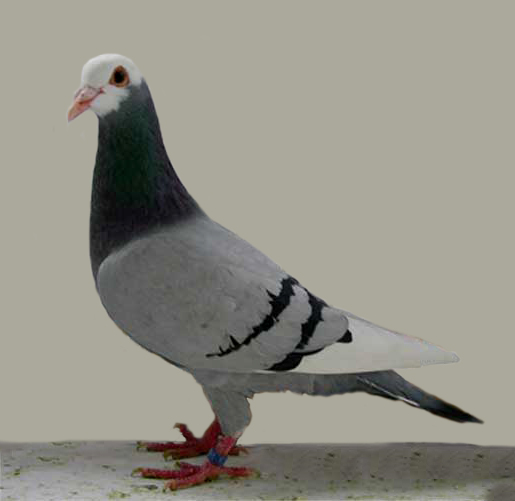
Gier religieux bleu barré noir
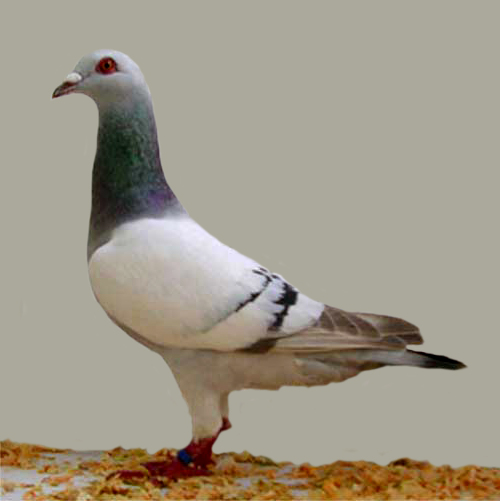
Gier argenté barré (variété biche)
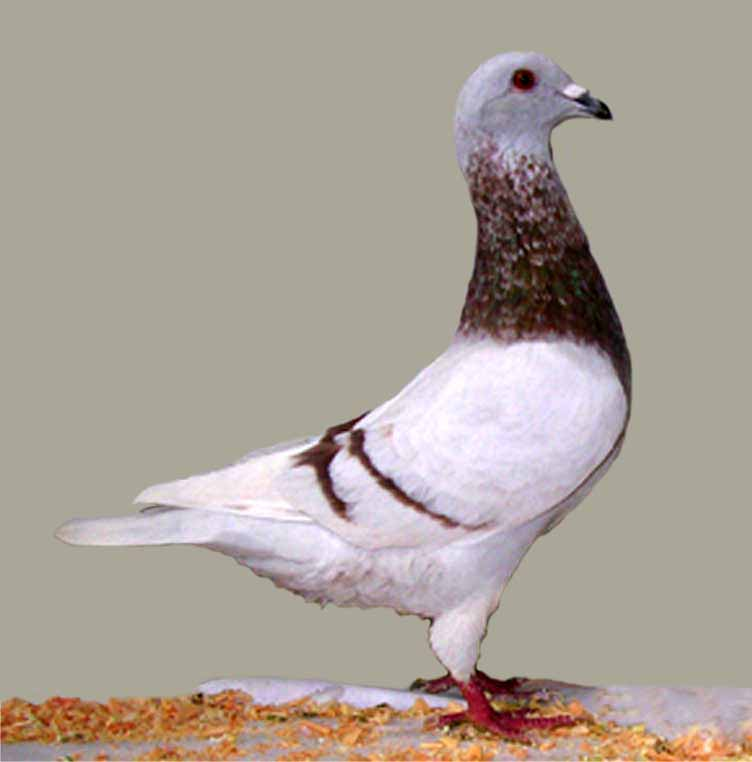
Gier rouge cendré barré (rose)
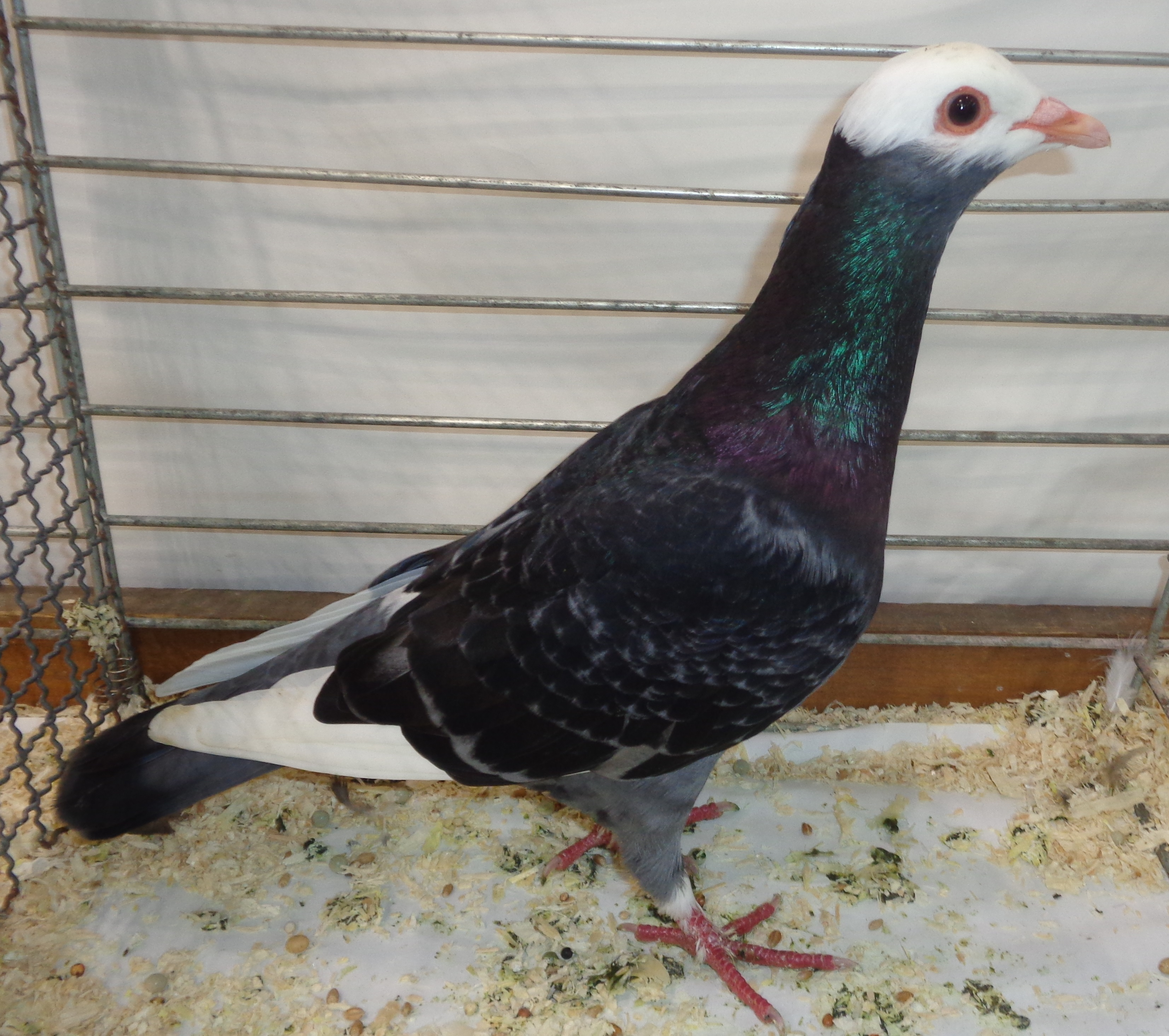
Pigeon Gier religieux bleu écaillé
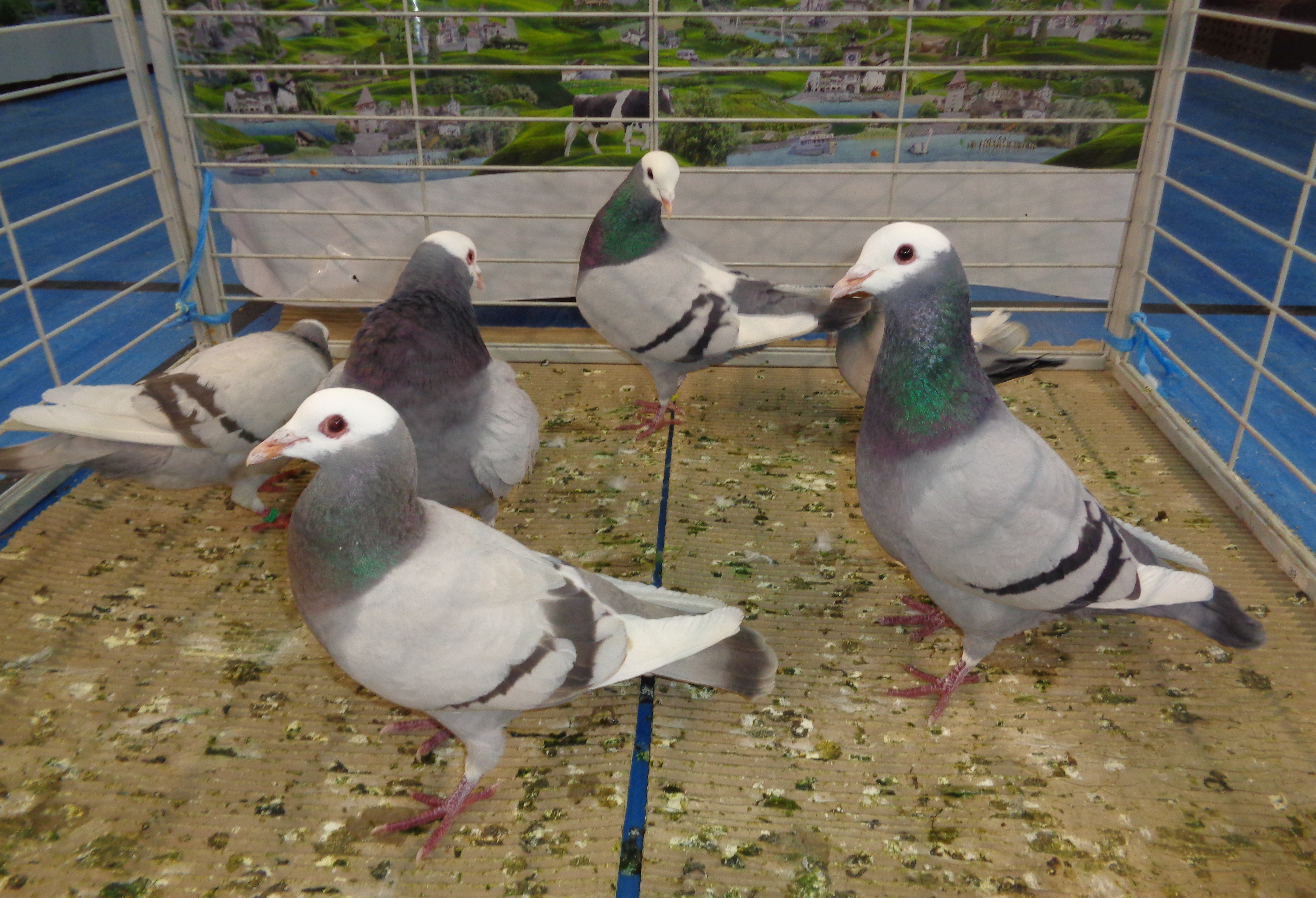
Volière (3 mâles, 2 femelles) de pigeons Gier bleu barré et argenté barré
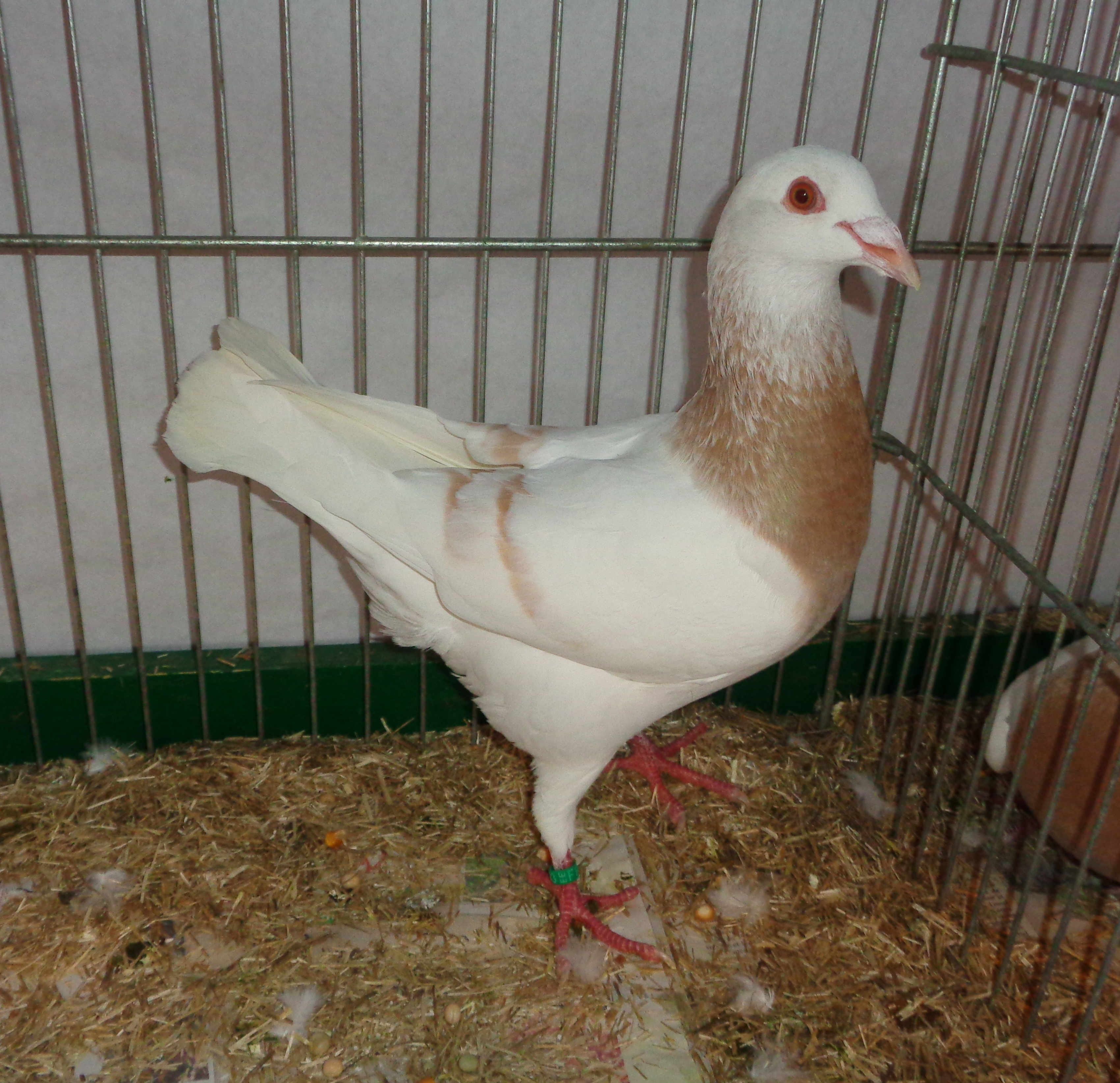
Gier jaune cendré barré (agate)